# Scânteia, Ialomița
Scânteia là một xã thuộc hạt Ialomița, România. Dân số thời điểm năm 2002 là 4358 người.